# Ramsden
Ramsden is een civil parish in het bestuurlijke gebied West Oxfordshire, in het Engelse graafschap Oxfordshire met 342 inwoners.